# Delron Buckley
Delron Sebastian Buckley (Durban, 1977. december 7. –) dél-afrikai labdarúgó, a Maritzburg United középpályása. Rendelkezik német állampolgársággal is.